# Darío Botero Uribe

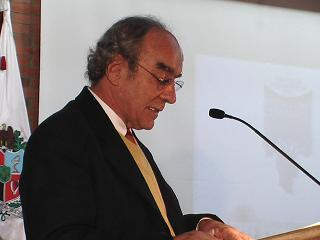
Por primera vez, un filósofo colombiano propone desde América Latina para el mundo, un pensamiento que promueva la defensa de la vida, buscando un equilibrio mental que permita formar hombres y mujeres con capacidad para asumir críticamente la historia, la cultura y la defensa de la propia identidad. Esta propuesta se llama Vitalismo Cósmico.

Darío Botero Uribe (Calarcá, Quindío, julio de 1938-Bogotá, 21 de junio de 2010) fue un escritor, pensador, profesor emérito y maestro de la Universidad Nacional de Colombia; recibió un doctorado de la Universidad Nacional con el título de maestro.
Estudió derecho, ciencias políticas y filosofía -curso de magíster- en la misma universidad, en la cual ocupó el cargo de decano de la Facultad de Derecho, Ciencias Políticas y Sociales (1986- 1988). Desarrolló un proyecto filosófico original que denominó Vitalismo Cósmico. Fue vitalista y utopista. Dejó un legado importante al pensamiento Colombiano y Latinoamericano.

## Biografía

### Primeros años
Nació en Calarcá, Quindío, Colombia. Estudió Derecho, Ciencias Políticas - curso de magíster - en la Universidad Nacional de Colombia.  
En 1960, participó con otros intelectuales y profesionales colombianos, entre ellos el padre Camilo Torres Restrepo, Orlando Fals Borda, Eduardo Umaña Luna, María Cristina Salazar, Virginia Gutiérrez de Pineda, Carlos Escalante y Tomás Ducay, en la fundación de la primera facultad de Sociología de América Latina, en la Universidad Nacional de Colombia.

### Carrera profesional internacional
Botero participó en el Kolloquium de posgrado con el profesor Jürgen Habermas, en la Universidad Johann Wolfgang Goethe de Fráncfort, república federal de Alemania en 1983-1984.
Fue filósofo de la cultura, de la vida social y del derecho; con frecuencia realizaba seminarios y conferencias sobre temas filosóficos, culturales y políticos. Fue el fundador y director de la revista Politeia, de la cual editó 29 números. La revista contó con ensayos del novelista R.H. Moreno-Durán, el filósofo Iván Soll, el profesor Mario Bettati, Germán Andrés Molina Garrido, Jesús Martín Barbero entre otros autores de renombre a nivel latinoamericano y mundial.
Fue fundador y director de la revista Planeta Sur, con 3 ediciones. Publicó más de 15 libros y numerosos ensayos sobre los temas de su especialidad.
También fue fundador y miembro de la junta directiva de la Asociación Colombiana de Filosofía del Derecho y Filosofía Social. Fue ponente en seminarios científicos y filosóficos en las principales universidades de Colombia y en algunas de América Latina. 

### Vitalismo Cósmico
Al final de su vida desarrolló un proyecto filosófico original que denominó Vitalismo Cósmico, el cual busca pensar el mundo desde América Latina. El Vitalismo Cósmico sitúa la vida como un concepto tridimensional: vida cósmica, vida biológica, y vida psicosocial. De esa manera se enriquece el concepto de vida y su proyección en la praxis cultural y social.
Después de un desarrollo teórico general y un examen sobre las grandes concepciones de la naturaleza, Botero concluye con una teoría ambiental que busca disciplinar la conducta ciudadana frente a la naturaleza y perfila un humanismo concreto basado en la transnaturaleza y no en la antropología, como respuesta a los críticos del humanismo de Heidegger y Foucault.

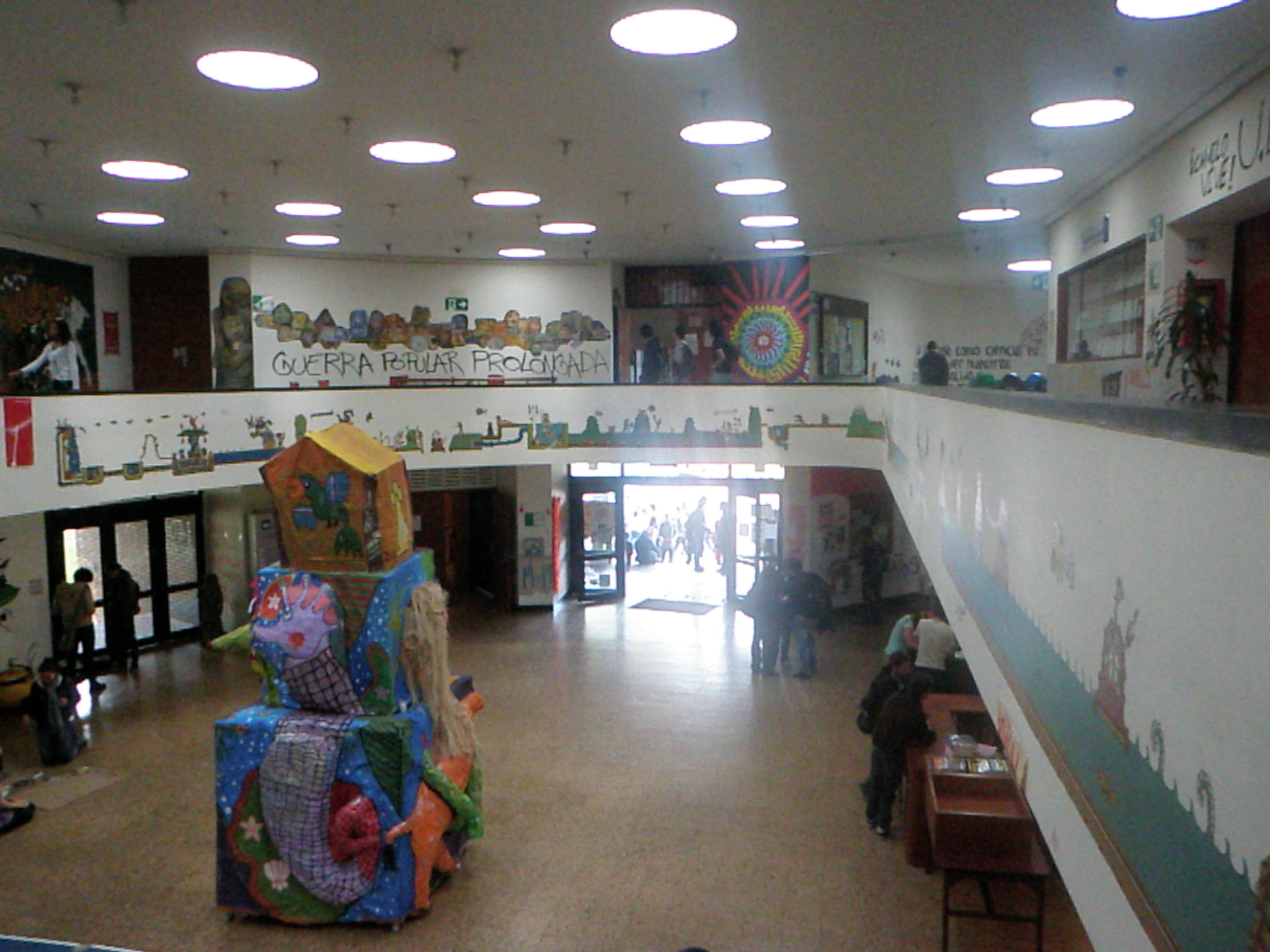
Edificio Orlando Fals Borda de la Facultad de Sociología de la Universidad Nacional de Colombia. Darío Botero fue uno de los cofundadores de esta facultad, la primera de sociología en América Latina.

## Libros
Estos son los trabajos literarios de Darío Botero:
1. El Estado y la cultura en la Grecia Antigua (1975). Publicado por la Facultad de Derecho de la Universidad Nacional de Colombia. Edición de Fabio Barrera Téllez. Mapas de Mauricio Cortés.
2. El Estado y la cultura en la Grecia Antigua (1979). Reedición de la Librería Tercer Mundo. Bogotá.
3. Unidimensional racional a la pluridimensionalidad humana (1991)
4. La voluntad de poder de Nietzsche (1992)
5. La razón política: crítica de los fundamentos filosóficos del pensamiento político moderno (1994)
6. El derecho a la utopía (1994)
7. El poder de la filosofía y la filosofía del poder (1996)
8. ¿Por qué escribo? (1998)
9. Manifiesto del pensamiento latinoamericano (1999)[11]
10. Filosofía Vitalista (2000)
11. Vida, ética y democracia (2001)
12. Vitalismo Cósmico (2002)[3]
13. Pensar de nuevo el mundo: aforismos (2004)
14. Martin Heidegger: la filosofía del regreso a casa (2004)
15. Discurso sobre el humanismo (2004)
16. Si la naturaleza es sabia, el hombre no lo es (2005)
17. Teoría social del derecho (2005)[12]
18. Discurso de la no-razón (2006)
19. La comunidad política vitalista (2008)
20. La concepción ambiental de la vida (2009)